# Liste des rois suprêmes d'Irlande
La souveraineté suprême de l’Irlande est une construction littéraire du Moyen Âge. La liste conventionnelle des individus ayant porté le titre de ard rí Érenn (« haut-roi d'Irlande » ou « roi suprême d'Irlande ») emprunte autant à la mythologie et à la légende qu’à l’histoire. Les Fir Bolg, les Tuatha Dé Danann et les Milesiens sont des peuples mythiques que l’on rencontre dans le Lebor Gabála Érenn.

## Rois légendaires
- AFM : chronologie issue des Annales des quatre maîtres
- FFE : chronologie issue du Forus Feasa ar Erinn de Seathrún Céitinn

### Rois des Fir Bolg
| Nom               | AFM                 | FFE                 |
| ----------------- | ------------------- | ------------------- |
| Sláine            | 1934-1933 av. J.-C. | 1514-1513 av. J.-C. |
| Rudraige          | 1933-1931 av. J.-C. | 1513-1511 av. J.-C. |
| Gann et Genann    | 1931-1927 av. J.-C. | 1511-1507 av. J.-C. |
| Sengann           | 1927-1922 av. J.-C. | 1507-1502 av. J.-C. |
| Fiacha Cennfinnán | 1922-1917 av. J.-C. | 1502-1497 av. J.-C. |
| Rinnal            | 1917-1911 av. J.-C. | 1497-1491 av. J.-C. |
| Fodbgen           | 1911-1907 av. J.-C. | 1491-1487 av. J.-C. |
| Eochaid mac Eirc  | 1907-1897 av. J.-C. | 1487-1477 av. J.-C. |

### Rois des Tuatha Dé Danann
| Nom                                | AFM                 | FFE                 |
| ---------------------------------- | ------------------- | ------------------- |
| Bres                               | 1897-1890 av. J.-C. | 1477-1470 av. J.-C. |
| Nuada                              | 1890-1870 av. J.-C. | 1470-1447 av. J.-C. |
| Lug                                | 1870-1830 av. J.-C. | 1447-1407 av. J.-C. |
| Eochaid Ollathair                  | 1830-1750 av. J.-C. | 1407-1337 av. J.-C. |
| Delbáeth                           | 1750-1740 av. J.-C. | 1337-1327 av. J.-C. |
| Fiachna                            | 1740-1730 av. J.-C. | 1327-1317 av. J.-C. |
| Mac Cuill, Mac Cecht et Mac Greine | 1730-1700 av. J.-C. | 1317-1287 av. J.-C. |

### Rois des Milesiens
| Nom                                      | AFM                            | FFE                       |
| ---------------------------------------- | ------------------------------ | ------------------------- |
| Eber Finn et Érimón                      | 1700 av. J.-C.                 | 1287-1286 av. J.-C.       |
| Érimón                                   | 1700-1684 av. J.-C.            | 1286-1272 av. J.-C.       |
| Muimne, Luigne et Laigne                 | 1684-1681 av. J.-C.            | 1272-1269 av. J.-C.       |
| Ér, Orba, Ferón et Fergna                | 1681 av. J.-C.                 | 1269 av. J.-C.            |
| Íriel Fáid                               | 1681-1671 av. J.-C.            | 1269-1259 av. J.-C.       |
| Ethriel                                  | 1671-1651 av. J.-C.            | 1259-1239 av. J.-C.       |
| Conmáel                                  | 1651-1621 av. J.-C.            | 1239-1209 av. J.-C.       |
| Tigernmas                                | 1621-1544 av. J.-C.            | 1209-1159 av. J.-C.       |
|                                          | interrègne 1544-1537 av. J.-C. |                           |
| Eochaid Étgudach                         | 1537-1533 av. J.-C.            | 1159-1155 av. J.-C.       |
| Cermna Finn et Sobairce                  | 1533-1493 av. J.-C.            | 1155-1115 av. J.-C.       |
| Eochaid Faebar Glas                      | 1493-1473 av. J.-C.            | 1115-1095 av. J.-C.       |
| Fiachu Labrainne                         | 1473-1449 av. J.-C.            | 1095-1071 av. J.-C.       |
| Eochaid Mumo                             | 1449-1428 av. J.-C.            | 1071-1050 av. J.-C.       |
| Óengus Olmucaid                          | 1428-1410 av. J.-C.            | 1050-1032 av. J.-C.       |
| Énna Airgdech                            | 1410-1383 av. J.-C.            | 1032-1005 av. J.-C.       |
| Rothechtaid mac Main                     | 1383-1358 av. J.-C.            | 1005-980 av. J.-C.        |
| Sedna mac Airt                           | 1358-1353 av. J.-C.            | 980-975 av. J.-C.         |
| Fíachu Fínscothach                       | 1353-1333 av. J.-C.            | 975-955 av. J.-C.         |
| Muineamón                                | 1333-1328 av. J.-C.            | 955-950 av. J.-C.         |
| Faildergdóit                             | 1328-1318 av. J.-C.            | 950-943 av. J.-C.         |
| Ollom Fotla                              | 1318-1278 av. J.-C.            | 943-913 av. J.-C.         |
| Fínnachta                                | 1278-1258 av. J.-C.            | 913-895 av. J.-C.         |
| Slánoll                                  | 1257-1241 av. J.-C.            | 895-880 av. J.-C.         |
| Géde Ollgothach                          | 1241-1231 av. J.-C.            | 880-863 av. J.-C.         |
| Fíachu Findoilches                       | 1231-1209 av. J.-C.            | 863-833 av. J.-C.         |
| Berngal                                  | 1209-1197 av. J.-C.            | 833-831 av. J.-C.         |
| Ailill mac Slánuill                      | 1197-1181 av. J.-C.            | 831-815 av. J.-C.         |
| Sírna Sáeglach                           | 1181-1031 av. J.-C.            | 814-794 av. J.-C.         |
| Rothechtaid Rotha                        | 1031-1024 av. J.-C.            | 794-787 av. J.-C.         |
| Elim Olfínechta                          | 1024-1023 av. J.-C.            | 787-786 av. J.-C.         |
| Gíallchad                                | 1023-1014 av. J.-C.            | 786-777 av. J.-C.         |
| Art Imlech                               | 1014-1002 av. J.-C.            | 777-755 av. J.-C.         |
| Nuadu Finn Fáil                          | 1002-962 av. J.-C.             | 755-735 av. J.-C.         |
| Bres Rí                                  | 962-953 av. J.-C.              | 735-726 av. J.-C.         |
| Eochaid Apthach                          | 953-952 av. J.-C.              | 726-725 av. J.-C.         |
| Finn mac Blatha                          | 952-930 av. J.-C.              | 725-705 av. J.-C.         |
| Sétna Innarraid                          | 930-910 av. J.-C.              | 705-685 av. J.-C.         |
| Siomón Brecc                             | 910-904 av. J.-C.              | 685-679 av. J.-C.         |
| Dui Finn                                 | 904-894 av. J.-C.              | 679-674 av. J.-C.         |
| Muiredach Bolgrach                       | 894-893 av. J.-C.              | 674-670 av. J.-C.         |
| Énna Derg                                | 893-881 av. J.-C.              | 670-658 av. J.-C.         |
| Lugaid Íardonn                           | 881-872 av. J.-C.              | 658-649 av. J.-C.         |
| Sírlám                                   | 872-856 av. J.-C.              | 649-633 av. J.-C.         |
| Eochaid Uaircheas                        | 856-844 av. J.-C.              | 633-621 av. J.-C.         |
| Eochaid Fíadmuine et Conaing Bececlach   | 844-839 av. J.-C.              | 621-616 av. J.-C.         |
| Lugaid Lámderg                           | 839-832 av. J.-C.              | 616-609 av. J.-C.         |
| Conaing Bececlach                        | 832-812 av. J.-C.              | 609-599 av. J.-C.         |
| Art mac Lugdach                          | 812-806 av. J.-C.              | 599-593 av. J.-C.         |
| Fíachu Tolgrach                          | 806-796 av. J.-C.              | 593-586 av. J.-C.         |
| Ailill Finn                              | 796-785 av. J.-C.              | 586-577 av. J.-C.         |
| Eochaid mac Ailella                      | 785-778 av. J.-C.              | 577-570 av. J.-C.         |
| Airgetmar                                | 778-748 av. J.-C.              | 570-547 av. J.-C.         |
| Dui Ladrach                              | 748-738 av. J.-C.              | 547-537 av. J.-C.         |
| Lugaid Laigdech                          | 738-731 av. J.-C.              | 537-530 av. J.-C.         |
| Áed Ruad                                 | 731-724 av. J.-C.              | 530-509 av. J.-C.         |
| Díthorba                                 | 724-717 av. J.-C.              | 509-488 av. J.-C.         |
| Cimbáeth                                 | 717-710 av. J.-C.              | 488-468 av. J.-C.         |
| Áed Ruad (second règne)                  | 710-703 av. J.-C.              |                           |
| Díthorba (second règne)                  | 703-696 av. J.-C.              |                           |
| Cimbáeth (second règne)                  | 696-689 av. J.-C.              |                           |
| Áed Ruad (troisième règne)               | 689-682 av. J.-C.              |                           |
| Díthorba (troisième règne)               | 682-675 av. J.-C.              |                           |
| Cimbáeth (troisième règne)               | 675-668 av. J.-C.              |                           |
| Cimbáeth et la reine Macha Mong Ruad     | 668-661 av. J.-C.              |                           |
| Reine Macha Mong Ruad                    | 661-654 av. J.-C.              | 468-461 av. J.-C.         |
| Rechtaid Rígderg                         | 654-634 av. J.-C.              | 461-441 av. J.-C.         |
| Úgaine Mor                               | 634-594 av. J.-C.              | 441-411 av. J.-C.         |
| Bodbchad                                 | 594 av. J.-C.                  | 411 av. J.-C.             |
| Lóegaire Lorc                            | 594-592 av. J.-C.              | 411-409 av. J.-C.         |
| Cobthach Cóel Breg                       | 592-542 av. J.-C.              | 409-379 av. J.-C.         |
| Labraid Loingsech                        | 542-523 av. J.-C.              | 379-369 av. J.-C.         |
| Meilge Molbthach                         | 523-506 av. J.-C.              | 369-362 av. J.-C.         |
| Mog Corb                                 | 506-499 av. J.-C.              | 362-355 av. J.-C.         |
| Óengus Ollom                             | 499-481 av. J.-C.              | 355-337 av. J.-C.         |
| Irereo                                   | 481-474 av. J.-C.              | 337-330 av. J.-C.         |
| Fer Corb                                 | 474-463 av. J.-C.              | 330-319 av. J.-C.         |
| Connla Cáem                              | 463-443 av. J.-C.              | 319-315 av. J.-C.         |
| Ailill Caisfiaclach                      | 443-418 av. J.-C.              | 315-290 av. J.-C.         |
| Adamair                                  | 418-414 av. J.-C.              | 290-285 av. J.-C.         |
| Eochaid Ailtleathan                      | 414-396 av. J.-C.              | 285-274 av. J.-C.         |
| Fergus Fortamail                         | 396-385 av. J.-C.              | 274-262 av. J.-C.         |
| Óengus Tuirmech Temrach                  | 385-326 av. J.-C.              | 262-232 av. J.-C.         |
| Conall Collamrach                        | 326-320 av. J.-C.              | 232-226 av. J.-C.         |
| Nia Segamain                             | 320-313 av. J.-C.              | 226-219 av. J.-C.         |
| Énna Aignech                             | 313-293 av. J.-C.              | 219-191 av. J.-C.         |
| Crimthann Coscrach                       | 293-289 av. J.-C.              | 191-184 av. J.-C.         |
| Rudraige mac Sithrigi                    | 289-219 av. J.-C.              | 184-154 av. J.-C.         |
| Finnat Már                               | 219-210 av. J.-C.              | 154-151 av. J.-C.         |
| Bresal Bó-Díbad                          | 210-199 av. J.-C.              | 151-140 av. J.-C.         |
| Lugaid Luaigne                           | 199-184 av. J.-C.              | 140-135 av. J.-C.         |
| Congal Cláiringnech                      | 184-169 av. J.-C.              | 135-120 av. J.-C.         |
| Dui Dallta Dedad                         | 169-159 av. J.-C.              | 120-110 av. J.-C.         |
| Fachtna Fáthach                          | 159-143 av. J.-C.              | 110-94 av. J.-C.          |
| Eochaid Feidlech (père de la reine Medb) | 143-131 av. J.-C.              | 94-82 av. J.-C.           |
| Eochaid Airem                            | 131-116 av. J.-C.              | 82-70 av. J.-C.           |
| Eterscél Mór                             | 116-111 av. J.-C.              | 70-64 av. J.-C.           |
| Nuadu Necht                              | 111-110 av. J.-C.              | 64-63 av. J.-C.           |
| Conaire Mór                              | 110-40 av. J.-C.               | 63-33 av. J.-C.           |
|                                          | interrègne 40-33 av. J.-C.     |                           |
| Lugaid Reo nDerg                         | 33-9 av. J.-C.                 | 33-13 av. J.-C.           |
| Conchobar Abradruad                      | 9-8 av. J.-C.                  | 13-12 av. J.-C.           |
| Crimthann Nia Náir                       | 8 av J.-C. - 9 ap. J.-C.       | 12 av J.-C. - 5 ap. J.-C. |
| Cairbre Cinnchait                        | 9-14                           |                           |
| Feradach Finnfechtnach                   | 14-36                          | 5-25                      |
| Fiatach Finn                             | 36-39                          | 25-28                     |
| Fiacha Finnfolaidh                       | 39-56                          | 28-55                     |
| Elim mac Conrach                         | 56-76                          | 60-80                     |

### Rois des Goidels
| Nom                                   | AFM     | FFE                                 |
| ------------------------------------- | ------- | ----------------------------------- |
| Túathal Techtmar                      | 76-106  | 80-100                              |
| Mal mac Rochraide                     | 106-110 | 100-104                             |
| Fedlimid Rechtmar                     | 110-119 | 104-113                             |
| Cathair Mór                           | 119-122 | 113-116                             |
| Conn Cétchathach                      | 122-157 | 116-136                             |
| Conaire Cóem                          | 157-165 | 136-143                             |
| Art Mac Cuinn                         | 165-195 | 143-173                             |
| Lugaid mac Con                        | 195-225 | 173-203                             |
| Fergus Dubdétach                      | 225-226 | 203-204                             |
| Cormac Mac Airt                       | 226-266 | 204-244                             |
| Eochaid Gonnat                        | 266-267 | 244-245                             |
| Coipre Lifechair                      | 267-284 | 245-272                             |
| Fothad Cairpthech et Fothad Airgthech | 284-285 | 272-273                             |
| Fíachu Sraiptine                      | 285-322 | 273-306                             |
| Colla Uais                            | 322-326 | 306-310                             |
| Muiredach mac Fiachach                | 326-356 | 310-343                             |
| Cóelbad                               | 356-357 | 343-344                             |
| Eochaid Mugmedón                      | 357-365 | 344-351                             |
| Crimthann mac Fidaig                  | 365-376 | 351-368                             |
| Niall Noigiallach                     | 376-405 | 368-395                             |
| Dathí                                 | 405-428 | 395-418 (n’aurait pas régné à Tara) |
| Lóegaire mac Néill                    | 428-463 | 418-448                             |

## Rois semi-historiques
L'existence de ces rois est avérée dans la plupart des cas, mais parler de « haut-roi » pour les décrire peut être anachronique. Les dates sont approximatives.
| Nom                                             | Dates                 | Remarques                                                                           |
| ----------------------------------------------- | --------------------- | ----------------------------------------------------------------------------------- |
| Ailill Molt                                     | 463 – 483             | Fils de Dathí.                                                                      |
| Lugaid mac Lóegairi                             | 483 – 507             | Fils de Lóegaire mac Néill.                                                         |
| Muirchertach mac Muiredaig                      | 508 – 534             | Arrière-petit-fils de Niall Noigiallach.                                            |
| Túathal Máelgarb                                | 534 – 544             | Arrière-petit-fils de Niall Noigiallach.                                            |
| Diarmait mac Cerbaill                           | 544 – 565             | Arrière-petit-fils de Niall Noigiallach.                                            |
| Domnall et Fergus mac Muirchertach              | 565 – 566             | Fils de Muirchertach mac Muiredaig.                                                 |
| Ainmere mac Sétnai                              | 566 – 569             |                                                                                     |
| Eochaid mac Domnaill et Báetán mac Muirchertach | 569 – 572             | Fils (Eochaid) et frère (Báetán) de Muirchertach mac Muiredaig.                     |
| Báetán mac Ninnedo                              | 572 – 586             |                                                                                     |
| Áed mac Ainmerech                               | 586 – 598             | Fils d'Ainmere mac Sétnai.                                                          |
| Áed Sláine et Colmán Rímid                      | 598 – 604             | Fils de Diarmait mac Cerbaill (Áed) et Báetán mac Muirchertach (Colmán).            |
| Áed Uaridnach                                   | 605 – 612             | Fils de Domnall mac Muirchertach.                                                   |
| Máel Coba mac Áedo                              | 612 – 615             | Fils d'Áed mac Ainmerech.                                                           |
| Suibne Menn                                     | 615 – 628             |                                                                                     |
| Domnall mac Áedo                                | 628 – 642             | Fils d'Áed mac Ainmerech.                                                           |
| Cellach mac Máele Coba et Conall Cóel           | 642 – 658 & 642 – 654 | Fils de Máel Coba mac Áedo.                                                         |
| Diarmait Ruanaid et Blathmac                    | 658 – 665             | Rois de Brega, fils d'Áed Sláine.                                                   |
| Sechnasach                                      | 665 – 671             | Roi de Brega, fils de Blathmac.                                                     |
| Cenn Fáelad                                     | 672 – 675             | Roi de Brega, fils de Blathmac.                                                     |
| Fínnachta Fledach                               | 675 – 695             | Roi de Brega, petit-fils d'Áed Sláine.                                              |
| Loingsech                                       | 695 – 703             | Petit-fils de Domnall mac Áedo.                                                     |
| Congal Cendmagair                               | 705 – 710             | Petit-fils de Domnall mac Áedo.                                                     |
| Fergal mac Máele Dúin                           | 710 – 722             | Roi d'Ailech, petit-fils d'Áed Uaridnach.                                           |
| Fógartach                                       | 722 – 724             | Roi de Brega, arrière-petit-fils de Diarmait Ruanaid.                               |
| Cináed mac Írgalaig                             | 724 – 727             | Roi de Brega.                                                                       |
| Flaithbhertach                                  | 727 – 734             | Fils de Loingsech.                                                                  |
| Áed Allán                                       | 734 – 743             | Roi d'Ailech, fils de Fergal mac Máele Dúin.                                        |
| Domnall Midi                                    | 743 – 763             | Roi de Mide.                                                                        |
| Niall Frossach                                  | 763 – 770             | Roi d'Ailech, fils de Fergal mac Máele Dúin.                                        |
| Donnchad Midi mac Domnaill                      | 770 – 797             | Roi de Mide, fils de Domnall Midi.                                                  |
| Áed Oirdnide mac Neill                          | 797 – 819             | Roi d'Ailech, fils de Niall Frossach .                                              |
| Conchobar mac Donnchada                         | 819 – 833             | Fils de Donnchad Midi mac Domnaill.                                                 |
| Niall Caille mac Áeda                           | 833 – 845             | Roi d'Ailech, fils d'Áed Oirdnide mac Neill. Haut-roi d'après les Annales d'Ulster. |
| Feidlimid mac Crimthain                         | 838 – 841/847         | Roi de Munster, haut-roi d'après les Annales d'Inisfallen.                          |

## Rois historiques
| Nom | Dates            | Remarques |
| --- | ---------------- | --- |
| Mael Seachnaill mac Mael Ruanaid | 846 – 862        | Roi de Mide, petit-fils de Donnchad Midi mac Domnaill.                                                          |
| Áed Findliath | 862 – 879        | Roi d'Ailech, fils de Niall Caille mac Áeda.                                                                    |
| Flann Sinna | 879 – 915        | Roi de Mide, fils de Mael Seachnaill mac Mael Ruanaid.                                                          |
| Niall Glúndub | 915 – 919        | Roi d'Ailech, fils d'Áed Findliath. Tué à la bataille d'Islandbridge.                                           |
| Donnchad Donn | 919 – 944        | Roi de Mide, fils de Flann Sinna.                                                                               |
| Congalach Cnogba | 944 – 956        | Roi de Brega, petit-fils par sa mère de Flann Sinna.                                                            |
| Domnall mac Muircheartach | 956 – 980        | Roi d'Ailech, petit-fils de Niall Glúndub.                                                                      |
| Máel Sechnaill mac Domnaill | 980 – 1002       | Roi de Mide, petit-fils de Donnchad Donn. Il est contraint d'abdiquer.                                          |
| Brian Bóruma mac Cennétig | 1002 – 1014      | Roi de Munster, il met un terme au monopole des Uí Néill sur la royauté suprême. Tué à la bataille de Clontarf. |
| Máel Sechnaill mac Domnaill | 1014 – 1022      | Il reprend le pouvoir après la mort de Brian Boru.                                                              |
| À partir de 1022, le titre est disputé entre plusieurs prétendants. Les annales irlandaises les décrivent comme rígh Érenn co fressabra, « hauts-rois avec opposition ». Certaines mentionnent même un interrègne, de 42 ou 52 ans d'après le Livre de Leinster, voire de 72 ans pour Gilla Mo Dutu Úa Caiside (en). |                  | |
| Donnchad mac Briain | 1026 – 1064      | Roi de Munster, fils de Brian Bóruma mac Cennétig.                                                              |
| Diarmait mac Mail na mBo | 1064 – 1072      | Roi de Leinster.                                                                                                |
| Toirdelbach Ua Briain | 1072 – 1086      | Roi de Munster.                                                                                                 |
| Domnall MacLochlainn | 1090 – 1121      | Roi d'Ailech et des Cenél nEógain.                                                                              |
| Muirchertach Ua Briain | 1093 – 1119      | Roi de Munster, fils de Toirdelbach Ua Briain.                                                                  |
| Toirdelbach Ua Conchobair | 1120/1121 – 1156 | Roi de Connacht.                                                                                                |
| Muirchertach MacLochlainn | 1149/1150 – 1166 | Roi d'Ailech et des Cenél nEógain, petit-fils de Domnall MacLochlainn.                                          |
| Ruaidri mac Toirdhealbach Ua Conchobair | 1166 – 1183      | Roi de Connacht, fils de Toirdelbach Ua Conchobair. Déposé à la suite de l'invasion normande.                   |
| Brian Ua Neill | 1258 – 1260      | Meneur d'une révolte contre l'occupation normande, il est tué à la bataille de Druin Dearg.                     |
| Edubard a Briuis | 1315 – 1318      | Frère du roi d'Écosse Robert Bruce, il envahit l'Irlande et meurt à la bataille de Faughart.                    |